# Туренин-Оболенский, Дмитрий Васильевич
Дмитрий Васильевич Туренин-Оболенский — князь, воевода и окольничий во времена правления Ивана IV Васильевича Грозного, Фёдора Ивановича, Бориса Годунова и Смутное время.
Сын князя и окольничего Василия Петровича Туренина-Оболенского Мусы.

## Биография
Сидел «в сенях на лавке» на посольском приёме в Москве (1583). Московский дворянин (1588). Воевода Передового полка в Туле (июнь 1597). Дворянин московский, подписался на грамоте об избрании в цари Бориса Годунова (01 августа 1598). Послан в Можайск для поимки разбойников (1602—1603). Пожалован Лжедмитрием I в окольничии (1605). На свадьбе Лжедмитрия I и Марины Мнишек ходил звать послов и сидел «под боярынями» (08 мая 1606).
Во время боёв армии правительства Василия Шуйского с повстанцами И. И. Болотникова — Дмитрий Васильевич записан в чине окольничего (1606). На свадьбе царя Василия IV Ивановича Шуйского с княжной Буйносовой «ходил перед Государём» (17 января 1608).